# Neoblepharella basalis
Neoblepharella basalis is een keversoort uit de familie bladkevers (Chrysomelidae). De wetenschappelijke naam van de soort werd in 1862 gepubliceerd door Joseph Sugar Baly.